# Żurawie (obraz Józefa Chełmońskiego)
Żurawie, znany także jako Odlot żurawi – seria dwóch obrazów olejnych Józefa Chełmońskiego powstałych po jego podróży na Kresy.

## Geneza
Artysta podczas nauki w warszawskiej Szkole Rysunkowej oraz prywatnie u Wojciecha Gersona podróżował na Ukrainę. Malarz był pełen zachwytu nad pięknem i odczuwalnym poczuciem przestrzeni tamtejszej przyrody. Te doświadczania spowodowały zmiany w stylu wyrażania artystycznego. Chełmoński odszedł od sposobu malowania Gersona na rzecz realistycznej interpretacji natury.
Chełmoński namalował Odlot żurawi w 1870 roku, po trzech latach nauki w Warszawskiej Klasie Rysunkowej i w prywatnej pracowni Wojciecha Gersona. Widoczna w Żurawiach symbolika dzikiej natury powróciła w obrazach powstałych po powrocie Chełmońskiego z Paryża. Motyw stada tych ptaków pojawił się także, jako rodzaj klamry, w ostatnim, niedokończonym, płótnie z 1913 roku, zatytułowanym Żurawie o poranku.

## Opis obrazów
Na obrazie panuje zamglona aura jesienna i mroczna sceneria przed świtem. Na tle zamglonego poranka Chełmoński namalował żurawie podrywające się do lotu. Na pierwszym planie w centralnej części kompozycji widać żurawia ze złamanym skrzydłem, który obserwuje inne ptaki, odlatujące do ciepłych krajów z powodu nadchodzącej zimy. Kameralny charakter dzieł został dodatkowo zaznaczony poprzez wprowadzenie zawężonej gamy barwnej w obrazie. Składającej się z odcieni brązów, czerni oraz szarości.

## Reakcje
Podczas prezentacji w Zachęcie razem z dwoma innymi obrazami, wywołał oburzenie krytyki. Anonimowy recenzent z „Przeglądu Tygodniowego” (1871, nr 22) tak pisał o dziełach artysty:

P. Chełmoński wystawił trzy swoje prace: pierwsza przedstawia Odlot żurawi, druga W południe, trzecia Rankiem w puszczy. Wszystkie trzy są marzeniem we śnie, ale nie obrazami mającymi zajmować wzrok choćby nawet profanów. Tak się nie godzi żartować ze sztuki i z ludzi!

## Udział w wystawach
- Młoda Polska and Polish Art around the turn of the Century 1900, 2018-10-27–2019-03-17; Göteborgs konstmuseum
- Symbolizm Polski, 08.10.2003–08.01.2005; Musee des Beaux-Arts w Rennes, Muzeum Narodowe w Poznaniu
- L’Avant printemps [Przedwiośnie], 02.10.2001–28.02.2002; Zamek Królewski w Warszawie Pomnik Historii i Kultury Narodowej
- Malarstwo polskie z kolekcji Muzeum Narodowego w Krakowie w Pałacu Prezydenckim, 02.01.2015–31.07.2016; Skarb Państwa • Kancelaria Prezydenta Rzeczypospolitej Polskiej[5][6]
- Skarby z kraju Chopina, 06.02.2015–10.05.2015; Muzeum Narodowe w Warszawie
- Skarby z kraju Chopina / edycja w Muzeum Narodowym w Seulu, 04.06.2015–30.08.2015; Muzeum Narodowe w Warszawie
- Tygodnie z Chełmońskim – 160. Rocznica urodzin Józefa Chełmońskiego, 15.04.2009–15.05.2009; Muzeum w Łowiczu
- Dzieje Pracowni. Józef Chełmoński, Adam Chmielowski, Stanisław Witkiewicz, Antoni Piotrowski w pracowni w Hotelu Europejskim w Warszawie, 21.03.2010–06.06.2010; Muzeum Narodowe w Poznaniu
- Krajobraz i życie wsi polskiej, 01.12.1953–18.01.1954; Towarzystwo Przyjaciół Sztuk Pięknych w Krakowie

Obraz jest na ekspozycji w Sukiennicach, w Galerii Sztuki Polskiej XIX wieku, w Sali Chełmońskiego.